# Liste der Kulturdenkmale in Mühlbach (Frankenberg)
In der Liste der Kulturdenkmale in Mühlbach sind die Kulturdenkmale des Frankenberger Ortsteils Mühlbach verzeichnet, die bis Oktober 2022 vom Landesamt für Denkmalpflege Sachsen erfasst wurden (ohne archäologische Kulturdenkmale). Die Anmerkungen sind zu beachten.
Diese Aufzählung ist eine Teilmenge der Liste der Kulturdenkmale in Frankenberg/Sa.

## Mühlbach
| Bild                                    | Bezeichnung | Lage                                     | Datierung                                                                                    | Beschreibung | ID       |
| --------------------------------------- | --- | ---------------------------------------- | -------------------------------------------------------------------------------------------- | --- | -------- |
| Direkt Bild zu diesem Denkmal hochladen | Wohnstallhaus (Nr. 4) und Scheune (zu Nr. 6) eines Zweiseithofes                                               | Altenhainer Weg 4, 6 (Karte)             | Um 1800                                                                                      | Beide Gebäude in Fachwerkbauweise, baugeschichtlich und straßenbildprägend von Bedeutung. - Wohnhaus: Erdgeschoss massiv, Obergeschoss Fachwerk, Satteldach - Scheune: Fachwerkskonstruktion, teils verbrettert, Drempel, Satteldach | 09240714 |
| Direkt Bild zu diesem Denkmal hochladen | Westliches Seitengebäude (mit Oberlaube) und östliche Scheune eines Dreiseithofes                              | Frankenberger Straße 6 (Karte)           | Um 1700 (Seitengebäude); um 1800 (Scheune)                                                   | Bemerkenswertes Seitengebäude mit original erhaltenem Fachwerkobergeschoss mit geblatteten Kopfbändern, baugeschichtlich und wirtschaftsgeschichtlich von Bedeutung. - Seitengebäude: mit sechsjochiger Oberlaube, geblattete Kopfbänder im Fachwerk-Obergeschoss, Erdgeschoss massiv, Satteldach - Scheune: teils massiv, teils Fachwerk verkleidet und verputzt, Satteldach, Stallgebäude derzeit in Rekonstruktion | 09240712 |
| Direkt Bild zu diesem Denkmal hochladen | Transformatorenstation                                                                                         | Frankenberger Straße 20 (bei) (Karte)    | Um 1915                                                                                      | Zeugnis für Elektrifizierung des Ortes, technikgeschichtlich von Bedeutung. Massiv, Pyramidendach mit Laterne, Gebäude befindet sich – ungenutzt – in desolatem baulichen Zustand. | 09240715 |
| Direkt Bild zu diesem Denkmal hochladen | Wohnstallhaus eines Dreiseithofes                                                                              | Frankenberger Straße 24 (Karte)          | 2. Hälfte 19. Jahrhundert                                                                    | Obergeschoss Fachwerk, baugeschichtlich von Bedeutung. Erdgeschoss massiv, verändert, sparsame Konstruktion, Satteldach, liegender Dachstuhl, ein Giebel massiv, rundbogige Fenstergewände am Giebel, wichtig für Ortsbild | 09240716 |
| Direkt Bild zu diesem Denkmal hochladen | Wohnstallhaus, zwei Seitengebäude und Scheune eines Vierseithofes                                              | Frankenberger Straße 38 (Karte)          | Mitte 19. Jahrhundert (Wohnstallhaus); 2. Hälfte 19. Jahrhundert (Seitengebäude und Scheune) | Ortsbildprägende und in ihrer Struktur erhaltene Hofanlage mit baugeschichtlicher und wirtschaftsgeschichtlicher Bedeutung. - Wohnstallhaus: Erdgeschoss massiv, Obergeschoss Fachwerk verbrettert, Satteldach - beide Seitengebäude: Erdgeschoss massiv, Obergeschoss Fachwerk, Satteldach - Scheune: verbretterte Holzkonstruktion, Satteldach | 09240718 |
| Direkt Bild zu diesem Denkmal hochladen | Südliches Wohnstallhaus mit vorgelagerter Heiste, zwei Seitengebäude und nördliche Scheune eines Vierseithofes | Frankenberger Straße 40 (Karte)          | 2. Hälfte 18. Jahrhundert                                                                    | Ortsbildprägende, geschlossen erhaltene Hofanlage in Holzbauweise, weitgehend in originalem Zustand, baugeschichtlich und wirtschaftsgeschichtlich von Bedeutung. - Wohnhaus: Krüppelwalmdach, Fachwerk Obergeschoss, ein Giebel verputztes Fachwerk, ein Giebel massiv, Erdgeschoss massiv, zwei Stichbogenportale mit Schlussstein - Seitengebäude: Fachwerk Obergeschoss, Tür im Obergeschoss, Satteldach, Giebeldreieck verbrettert, Erdgeschoss massiv unterfahren, geteilte Stalltüren - Seitengebäude: mit Remise, teilweise verbrettert - Scheune: Fachwerk verbrettert | 09240717 |
| Direkt Bild zu diesem Denkmal hochladen | Südliches Wohnstallhaus und östliches Seitengebäude eines Vierseithofes                                        | Frankenberger Straße 46 (Karte)          | 2. Hälfte 18. Jahrhundert                                                                    | Baugeschichtliche und wirtschaftsgeschichtliche Bedeutung - Wohnhaus: Erdgeschoss massiv, Fachwerk Obergeschoss, steiles Satteldach, Giebel verschiefert - Seitengebäude: gleiche Bauzeit, Giebeldreieck verschiefert, Erdgeschoss massiv, Obergeschoss Fachwerk, schönes Ensemble | 09240719 |
| Weitere Bilder                          | Denkmal für die Gefallenen des Ersten Weltkrieges                                                              | Frankenberger Straße 51 (hinter) (Karte) | Nach 1918                                                                                    | Ortsgeschichtliche Bedeutung. Muschelkalk über Bruchsteinsockel, Inschrift „Den tapferen Helden / 1914 – 1918“, Namen an drei Seiten des Muschelkalkkubus, vermutlich nach 1945 an heutigen Standort versetzt. | 09248154 |
| Direkt Bild zu diesem Denkmal hochladen | Ehemalige Schule                                                                                               | Frankenberger Straße 60 (Karte)          | In der Wetterfahne bezeichnet mit 1901                                                       | Straßenbildprägender Putzbau, Volutengiebel mit Uhr und Glockenturm, heute Kindergarten, baugeschichtlich und ortsgeschichtlich von Bedeutung. Zweigeschossiger Putzbau mit Gurt- und Traufgesims, gerade Fensterbedachungen, originale Haustür, Fenster teilweise verändert, Satteldach. | 09240720 |
| Direkt Bild zu diesem Denkmal hochladen | Wohnstallhaus und Seitengebäude eines ehemaligen Dreiseithofes                                                 | Oberdorfstraße 7 (Karte)                 | Um 1750 (Seitengebäude); bezeichnet mit 1819 (Wohnstallhaus)                                 | Beide Gebäude in Fachwerkbauweise, baugeschichtlich von Bedeutung. - Wohnstallhaus: am Türportal datiert (Zeitpunkt des massiven Unterfahrens), strebenreiches Fachwerk-Obergeschoss, Satteldach, Fenstergewände und Türportal sehr gut erhalten, gefährdet durch starke Bauschäden - Seitengebäude: auch vernachlässigt, Erdgeschoss massiv unterfahren, Obergeschoss verschalt bzw. verkleidet, Giebel verschiefert, Satteldach | 09240768 |
| Direkt Bild zu diesem Denkmal hochladen | Westliches und südliches Seitengebäude eines Vierseithofes                                                     | Oberdorfstraße 10 (Karte)                | 2. Hälfte 18. Jahrhundert                                                                    | Beide Gebäude in älterer Fachwerkbauweise, baugeschichtlich und wirtschaftsgeschichtlich von Bedeutung. - Westliches Seitengebäude: Erdgeschoss massiv, Garageneinbauten, Satteldach, Fachwerk Obergeschoss, gezapfte Streben, gut erhalten - südliches Seitengebäude: Fachwerk Obergeschoss, verputzt bzw. verkleidet, Satteldach, Erdgeschoss massiv bzw. Reste der Remisen in Fachwerk, dort geblattete Kopfbänder | 09240764 |
| Direkt Bild zu diesem Denkmal hochladen | Nördliches und westliches Seitengebäude eines Vierseithofes                                                    | Oberdorfstraße 12 (Karte)                | Vor 1800                                                                                     | Beide Gebäude in älterer Fachwerkbauweise, baugeschichtlich und wirtschaftsgeschichtlich von Bedeutung. - nördliches Seitengebäude: Tordurchfahrt, Erdgeschoss massiv, Fachwerk Obergeschoss verputzt, sehr schönes Tor mit Stichbogenportal, Heuaufzug, Satteldach, originale Kreuzstockfenster und auch Fenster mit Mitteldrehflügel - westliches Seitengebäude: Satteldach, Fachwerk Obergeschoss verputzt, überkragend, Erdgeschoss Garageneinbauten, guter Originalbestand | 09240766 |
| Direkt Bild zu diesem Denkmal hochladen | Nordwestliches und südwestliches Seitengebäude eines Vierseithofes                                             | Oberdorfstraße 16 (Karte)                | Um 1800                                                                                      | Beide Gebäude in älterer Fachwerkbauweise, baugeschichtlich und wirtschaftsgeschichtlich von Bedeutung. - straßenseitiges Gebäude: Erdgeschoss massiv unterfahren, Obergeschoss Fachwerk, Giebeldreieck verbrettert, Heuaufzug, Satteldach, drei Türen im Obergeschoss - südwestliches Seitengebäude: Erdgeschoss massiv, ein Giebel mit vorgesetzter Mauer, Obergeschoss strebenreiches Fachwerk, Tordurchfahrt, Krüppelwalmdach, Gauben mit halbrundem Fenster, Satteldach | 09240767 |
| Direkt Bild zu diesem Denkmal hochladen | Häuslerhaus mit angebautem Schuppen                                                                            | Oberdorfstraße 27 (Karte)                | Um 1700                                                                                      | Weitgehend authentisch erhaltener Fachwerkbau aus der Zeit um 1700, baugeschichtlich und hausgeschichtlich von Bedeutung. Obergeschoss Fachwerk mit geblatteten Kopfbändern, halbrunden Füllhölzern, Erdgeschoss massiv unterfahren um 1800, Fenstergewände aus dieser Zeit, Türgewände erneuert, Satteldach, sehr guter Originalzustand, traufseitig erweitert, Frackdach, Giebelseite mit geblatteten Streben, Blattsassen, evtl. Hinweis auf ehemaliges Umgebinde. | 09240772 |
| Direkt Bild zu diesem Denkmal hochladen | Östliches Seitengebäude eines Vierseithofes                                                                    | Oberdorfstraße 29 (Karte)                | Um 1800                                                                                      | Obergeschoss Fachwerk verputzt, baugeschichtlich von Bedeutung. Erdgeschoss massiv, Krüppelwalmdach. | 09240774 |
| Direkt Bild zu diesem Denkmal hochladen | Östliches Seitengebäude und südliche Scheune eines Vierseithofes                                               | Oberdorfstraße 31 (Karte)                | Um 1700 (Seitengebäude); um 1800 (Scheune)                                                   | In ihrem Erscheinungsbild weitgehend original erhaltene Fachwerkbauten mit hohem Alter, wichtig für Ortsbild durch Lage am Ortsbeginn, baugeschichtlich und hausgeschichtlich von Bedeutung. - Seitengebäude: Garageneinbauten, geblattete Kopfstreben, sich überkreuzend, um 1700, Satteldach, Giebeldreieck verbrettert - Scheune: gezapfte Streben | 09240775 |
| Direkt Bild zu diesem Denkmal hochladen | Nördliches Seitengebäude eines Vierseithofes                                                                   | Oberdorfstraße 34 (Karte)                | 2. Hälfte 19. Jahrhundert                                                                    | Obergeschoss Fachwerk verkleidet mit Asbestplatten, baugeschichtlich von Bedeutung. Erdgeschoss massiv, Satteldach, dominante Wirkung, Fachwerk nicht sichtbar, straßenseitiges Gebäude des Vierseithofes. | 09240769 |
| Direkt Bild zu diesem Denkmal hochladen | Wohnstallhaus, zwei Seitengebäude und Scheune eines Vierseithofes                                              | Oberdorfstraße 36 (Karte)                | 2. Hälfte 18. Jahrhundert (Seitengebäude); nach 1800 (Wohnstallhaus und Seitengebäude)       | Ortsbildprägende und in ihrer Struktur erhaltene Hofanlage in Fachwerkbauweise mit baugeschichtlicher und wirtschaftsgeschichtlicher Bedeutung. - Wohnhaus: Fachwerk Obergeschoss, Erdgeschoss massiv, teilweise zu große Fenster, ein Giebel verputzt, Satteldach, Fachwerk Drempel - 1. Seitengebäude: 2. Hälfte 18. Jahrhundert, Fachwerk Obergeschoss strebenreich, Mitteldrehflügelfenster, eine Tür im Obergeschoss, rundbogig mit Knaggen, Erdgeschoss massiv mit Remise, Heuaufzug, Satteldach, Giebel verschiefert - 2. Seitengebäude: um 1800, Fachwerk Obergeschoss, Erdgeschoss massiv, Garageneinbau, Schiebetüren, Heuaufzug, Satteldach, Tür im Obergeschoss - Scheune: Fachwerk verbrettert, Satteldach, zu großes Holzschiebetor | 09240770 |
| Direkt Bild zu diesem Denkmal hochladen | Wohnstallhaus mit angebautem Schuppen                                                                          | Oberdorfstraße 40 (Karte)                | 2. Hälfte 18. Jahrhundert                                                                    | Obergeschoss Fachwerk, baugeschichtlich und ortsbildprägend von Bedeutung. - Wohnstallhaus: Fachwerk Obergeschoss, Erdgeschoss massiv unterfahren, schöne, originale Haustür und Fenstergewände um 1820, Satteldach - Schuppen: Erdgeschoss massiv, Fachwerk Obergeschoss, großes Tor | 09240773 |

## Tabellenlegende
- Bild: Bild des Kulturdenkmals, ggf. zusätzlich mit einem Link zu weiteren Fotos des Kulturdenkmals im Medienarchiv Wikimedia Commons. Wenn man auf das Kamerasymbol klickt, können Fotos zu Kulturdenkmalen aus dieser Liste hochgeladen werden:
- Bezeichnung: Denkmalgeschützte Objekte und ggf. Bauwerksname des Kulturdenkmals
- Lage: Straßenname und Hausnummer oder Flurstücknummer des Kulturdenkmals. Die Grundsortierung der Liste erfolgt nach dieser Adresse. Der Link (Karte) führt zu verschiedenen Kartendiensten mit der Position des Kulturdenkmals. Fehlt dieser Link, wurden die Koordinaten noch nicht eingetragen. Sind diese bekannt, können sie über ein Tool mit einer Kartenansicht einfach nachgetragen werden. In dieser Kartenansicht sind Kulturdenkmale ohne Koordinaten mit einem roten bzw. orangen Marker dargestellt und können durch Verschieben auf die richtige Position in der Karte mit Koordinaten versehen werden. Kulturdenkmale ohne Bild sind an einem blauen bzw. roten Marker erkennbar.
- Datierung: Baubeginn, Fertigstellung, Datum der Erstnennung oder grobe zeitliche Einordnung entsprechend des Eintrags in der sächsischen Denkmaldatenbank
- Beschreibung: Kurzcharakteristik des Kulturdenkmals entsprechend des Eintrags in der sächsischen Denkmaldatenbank, ggf. ergänzt durch die dort nur selten veröffentlichten Erfassungstexte oder zusätzliche Informationen
- ID: Vom Landesamt für Denkmalpflege Sachsen vergebene, das Kulturdenkmal eindeutig identifizierende Objekt-Nummer. Der Link führt zum PDF-Denkmaldokument des Landesamtes für Denkmalpflege Sachsen. Bei ehemaligen Kulturdenkmalen können die Objektnummern unbekannt sein und deshalb fehlen bzw. die Links von aus der Datenbank entfernten Objektnummern ins Leere führen. Ein ggf. vorhandenes Icon  führt zu den Angaben des Kulturdenkmals bei Wikidata.